# UNO (gra karciana)

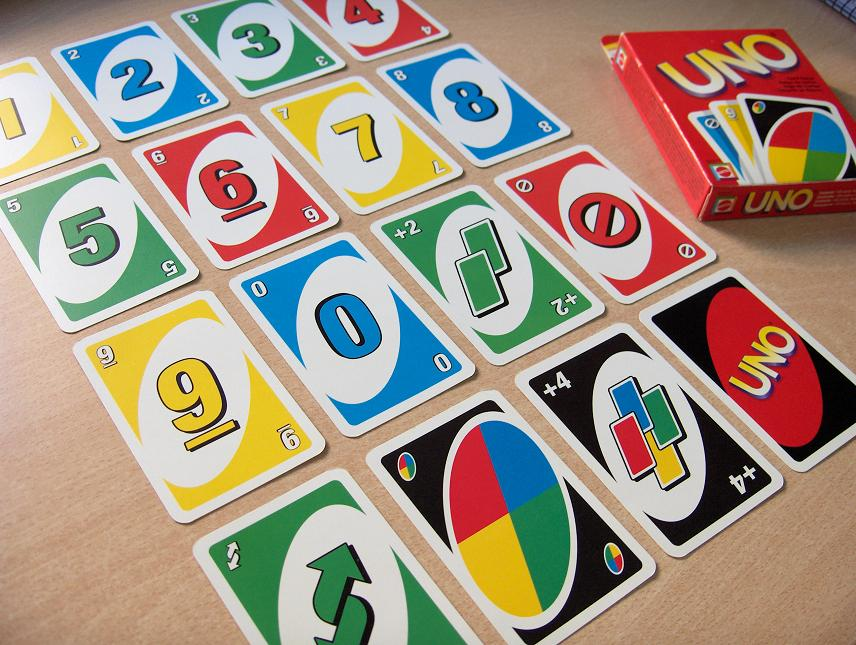
Przykładowe karty do gry w UNO

UNO (hiszp. „jeden”) – amerykańska gra karciana, zbliżona koncepcyjnie do makao. Do gry w UNO używa się specjalnej talii kart.

## Historia
Gra została stworzona pod koniec lat 60. XX wieku dokładnie w 1971 roku przez Merle'a Robbinsa. W 1972 roku sprzedał on prawa autorskie Bobowi Tezakowi i Edowi Ackemanowi, którzy utworzyli firmę International Games. W 1997 roku prawa do gry nabyła firma Mattel. Jest również sprzedawana na smartfony z systemem Android, iOS. Gra została wydana również na następujące konsole: Game Boy Color, Xbox 360, Xbox One, Xbox Series X/S, PSP, PlayStation 5, PlayStation 4, PlayStation 3 i Nintendo Switch.

## Talia
Zwykle talia liczy w sumie 108 kart i składa się z:
kart zwykłych:
- 19 czerwonych kart ponumerowanych od 0 do 9 (jedna karta z numerem 0 oraz po dwie karty z numerami od 1 do 9)
- 19 zielonych kart ponumerowanych od 0 do 9 (jedna karta z numerem 0 oraz po dwie karty z numerami od 1 do 9)
- 19 niebieskich kart ponumerowanych od 0 do 9 (jedna karta z numerem 0 oraz po dwie karty z numerami od 1 do 9)
- 19 żółtych kart ponumerowanych od 0 do 9 (jedna karta z numerem 0 oraz po dwie karty z numerami od 1 do 9)

(znane są talie, w których nie występują karty o numerze 9, mamy więc po 17 kart od 0 do 8)
oraz kart funkcyjnych:
- 8 kart stopu (Postój) po dwie z każdego koloru
- 8 kart zmiany kierunku (Zmiana kierunku) po dwie z każdego koloru
- 8 kart +2 (Weź dwie) po dwie z każdego koloru
- 4 czarne karty +4 ze zmianą koloru (Wybierz kolor + Weź cztery)
- 4 czarne karty zmiana koloru (Wybierz kolor)

## Zasady gry
Oprócz oryginalnej wersji istnieje wiele wariacji i specyficznych zasad tej gry z wykorzystaniem ww. talii. Graczy może być od 2 do 10.
Na początku gry rozdaje się po 7 kart każdemu graczowi a jedną z kart z talii kładzie się na środek.
Grę rozpoczyna osoba po lewej stronie rozdającego. Gracz musi dopasować swoją kartę numerem, kolorem lub symbolem do odkrytej karty. Jeżeli gracz nie posiada żadnej karty pasującej do tej odkrytej, musi pociągnąć kartę z talii. Jeśli wyciągnięta karta pasuje do odkrytej, jeszcze w tej samej kolejce gracz może ją dołożyć. Jeżeli nie – ruch ma kolejny gracz. Nie ma przymusu w dokładaniu kart.
W talii są także karty specjalne takie jak Postój, Zmiana kierunku, Weź dwie, Wybierz kolor + Weź cztery, Wybierz kolor.
- Postój (jak 4 w makao) – następny gracz traci (stoi) kolejkę
- Zmiana kierunku (jak As w kunjo) – karta zmieniająca kierunek gry
- Weź dwie – następny gracz bierze dwie karty
- Wybierz kolor + Weź cztery – zagrywający kartę deklaruje zmianę koloru na dowolnie przez siebie wybrany, następny gracz bierze 4 karty.
- Wybierz kolor – zagrywający kartę deklaruje zmianę koloru na dowolnie przez siebie wybrany (jeden z kolorów dostępnych w grze)

Karty Postój, Zmiana kierunku, Weź dwie można kłaść do danego karcie koloru – natomiast karty Wybierz kolor, Wybierz kolor + Weź cztery można kłaść na dowolną kartę.
Jeżeli gracz zostaje z jedną kartą na ręku, musi krzyknąć UNO! (co oznacza jeden). Jeżeli tego nie zrobi, musi dociągnąć 2 karty, ale tylko wtedy, gdy chociaż jeden z graczy zauważy jego przeoczenie przed poprawieniem się gracza z jedną kartą. Wygrywa ten kto pierwszy pozbędzie się wszystkich kart. Celem gry jest pozbycie się wszystkich kart ze swojej talii.

## Waga punktowa kart
- Karty z numerami 0-9 = waga równa nr kart 1=1, 2=2, 7=7, itd.
- Weź dwie = 20 punktów
- Zmiana kierunku = 20 punktów
- Postój = 20 punktów
- Wybierz kolor = 50 punktów
- Wybierz kolor + Weź cztery = 50 punktów